# Бычинский, Анатолий Иванович
Анатолий Иванович Бычинский (1870 — ?) — русский военный  деятель,  полковник. Герой Первой мировой войны.

## Биография
В службу вступил в 1894 году после окончания неполного курса Сибирского кадетского корпуса. В 1897 году после окончания офицерских курсов при Алексеевского военного училища по I разряду произведён в подпоручики и выпущен в Скопинский резервный батальон.
В 1901 году произведён в поручики, в 1905 году в штабс-капитаны — командир роты 254-го Темир-Хан-Шуринского резервного батальона.  В 1909 году произведён в капитаны — командир роты Старооскольского 128-го пехотного полка.
С 1914 года участник Первой мировой войны, командовал ротой и батальоном своего полка, был ранен. В 1915 году произведён в подполковники — помощник старшего адъютанта отдела дежурного генерала и  штаб-офицер для поручений при начальнике санитарного отдела штаба 11-й армии. С 13 мая 1917 года  — командующий Старооскольским 128-м пехотным полком. С 7 октября 1917 года по болезни назначен в резерв чинов при штабе Киевского военного округа. 8 октября 1917 года произведен в полковники «за отлично-усердную службу и труды, понесенные во время военых действий».

Высочайшим приказом от 24 января 1917 года за храбрость награждён Георгиевским оружием: 
За то, что  будучи в чине капитана 128-го Старооскольского пехотного полка  в бою у д. Ржечка в ночь с 27-го на 28-е августа 1914 года, при внезапном нападении противника в обход правого фланга, первый бросился на него в штыки во главе своей роты, отбросил его и, преследуя, занял два ряда его окопов, а затем, несмотря на то, что сам был ранен в это время, принял за убылью командира батальона командование оным, сдерживал натиск превосходных сил противника и тем дал возможность подтянуть на этот участок резервы

## Награды
- Орден Святого Станислава 3-й степени с мечами и бантом (ВП 20.06.1914; ВП 29.03.1916)
- Орден Святой Анны 3-й степени с мечами и бантом (ВП 02.03.1915)
- Орден Святого Владимира 4-й степени с мечами и бантом (ВП 02.03.1915)
- Георгиевское оружие (ВП 24.01.1917)